# Margaret Stewart (död 1627)
Margaret Stewart, död 1627, var en skotsk adelskvinna och hovdam. Hon var hovdam till Skottlands drottning Anna av Danmark.
Hon var dotter till Henry Stewart, 1:e lord Methven och Janet Stewart. Efter kungens giftermål utnämndes hon till dennas hushåll, där hon listas som medlem mellan 1591 och 1603. Hon mottog en högre lön än de flesta anställda och förmodas ha spelat rollen som högsta hovdam, motsvarande hovmästarinna. Hon tycks också ha haft ansvaret för kungabarnen. Hon omnämns ofta som medlare mellan kungen och drottningen i deras många konflikter.